# خميس العبيدي
خميس العبيدي (مواليد 30 أغسطس 1950) هو لاعب كرة قدم. يلعب مع منتخب تونس لكرة القدم. سبق له أن لعب في كأس العالم لكرة القدم مع منتخب بلاده.

## روابط خارجية
- خميس العبيدي على موقع الاتحاد الدولي (مؤرشف)  (الإنجليزية)
- خميس العبيدي على موقع قاعدة بيانات كرة القدم.إي يو (الإنجليزية)
- خميس العبيدي على موقع عالم كرة القدم.نت (الإنجليزية)
- خميس العبيدي على موقع كووورة
- خميس العبيدي على موقع أوليمبيديا (الإنجليزية)